# Lucie Arnaz
Lucie Désirée Arnaz (17 de julio de 1951) es una actriz, cantante y productora estadounidense.

## Primeros años
Lucie Arnaz nació en Los Ángeles. Vivió unos cuantos años en Nueva York cuando tenía 10 años, y fue a la Escuela St. Vincent Ferrer  junto con su hermano, y también estudió en el instituto católico Immaculate Heart High School. Es hija de la actriz y comediante estadounidense Lucille Ball y del actor y músico cubano Desi Arnaz, y hermana del actor Desi Arnaz Jr.

## Carrera

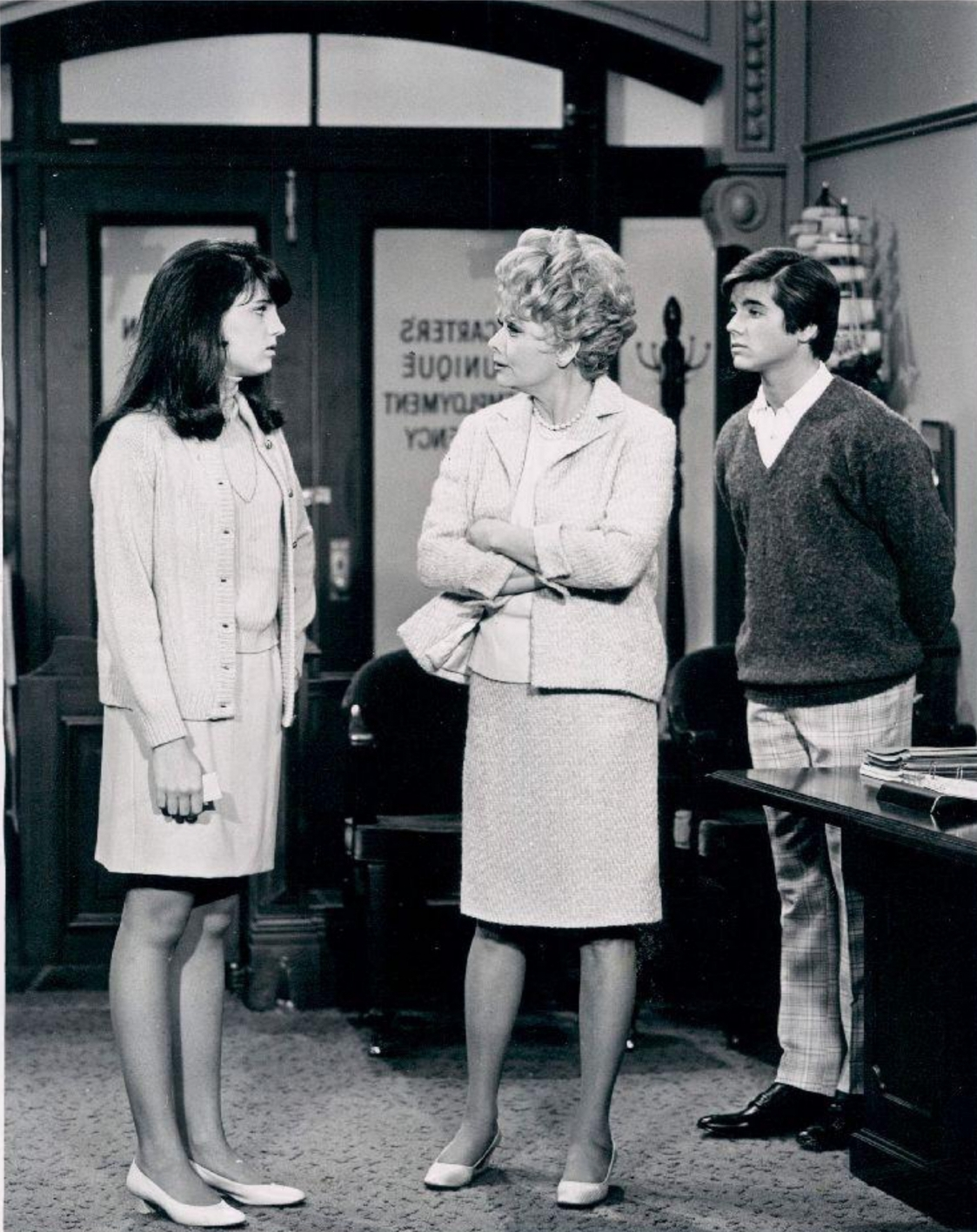
Arnaz, junto a su madre Lucille Ball y su hermano Desi Arnaz Jr., en Here's Lucy, 1968.

### Televisión
Tras unos breves roles en el programa de televisión de su madre, The Lucy Show, Arnaz hizo su debut como actriz en un papel de la serie Here's Lucy, de 1968 a 1974. Allí interpretó a Kim Carter, la hija de la protagonista Lucy, que a su vez fue interpretada por su verdadera madre, Lucille Ball.
Desde mediados de la década de 1970, Arnaz diversificó sus roles con trabajos independientes de su familia. En 1975 interpretó a Elizabeth Short, la víctima de un publicitado asesinato, en un telefilme de NBC titulado  Who is the Black Dahlia?, y protagonizó junto a Lyle Waggoner y Tommy Tune el especial de televisión Welcome to the "World", perteneciente al programa The Wonderful World of Disney, donde se conmemoraba la inauguración de Space Mountain en el parque de atracciones Walt Disney World en Orlando (Florida). En 1978 apareció en un episodio de La isla de la fantasía como una mujer desesperada que intentaba salvar su matrimonio. Continuó trabajando en diversas series de televisión a lo largo de los años, como Murder, She Wrote, Marcus Welby, M.D., Sons and Daughters, y Law & Order.
Arnaz también tuvo una serie de corta duración, The Lucie Arnaz Show, transmitida por CBS en 1985. La reseña de The New York Times describió el programa como "la siempre congratulante señorita Arnaz interpreta a una psicóloga que no solo escribe una columna de consejos, sino que también recibe llamadas de oyentes en su propio programa de radio".
Otra serie homónima, esta vez un programa de entrevistas de medianoche, duró una temporada que fue transmitida entre 1995 y 1996. No tuvo éxito, pero The Rosie O'Donnell Show usaría el mismo formato un año más tarde logrando un éxito mucho mayor, lo que provocó que el representante de Arnaz propusiera un regreso del programa, el que no se concretó.
Ganó un premio Emmy en 1993, en la categoría de mejor especial informativo, por el documental sobre sus padres Lucy and Desi: A Home Movie.

### Teatro
La actriz también tuvo una larga carrera en el teatro musical. En el verano de 1978, interpretó a la protagonista de Annie Get Your Gun, en el Jones Beach Theater de Long Island, Nueva York. Fue la primera producción del Jones Beach Theater luego del fallecimiento de su productor Guy Lombardo.  En 1981 protagonizó la obra Educating Rita en The Cape Playhouse de Dennis, Massachusetts.
Arnaz tuvo su debut de Broadway en febrero de 1979 con el musical They're Playing Our Song. La actriz ganó el Theatre World Award y el Los Angeles Drama Critics Circle Award en la categoría de mejor actriz en un musical por su interpretación de Sonia Walsk. En 1986, ganó el Sarah Siddons Award por su gira junto a Tommy Tune del musical My One and Only.
Tiene numerosos créditos de teatro, tanto en Estados Unidos como en el extranjero: Seesaw (1974), Whose Life Is It Anyway?, The Guardsman (Paper Mill Playhouse, Millburn, Nueva Jersey, enero de 1984), The Wizard of Oz in Concert: Dreams Come True (concierto en el Lincoln Center, 1995, televisado), Sonia Flew (Coco Grove Playhouse, Florida, abril de 2006), The Witches of Eastwick (Londres, Theatre Royal, Drury Lane, junio de 2000), Vanities (Mark Taper Forum, Los Ángeles, 1976, como "Kathy"), Perdidos en Yonkers de Neil Simon (Broadway), Dirty Rotten Scoundrels (Broadway, del 23 de mayo de 2006 al 3 de septiembre de 2006) y Master Class de Terence McNally (Seacoast Repertory Theatre, Portsmouth, New Hampshire, abril a mayo de 1999).
En 2010, Arnaz actuó (junto con Raúl Esparza y Valarie Pettiford) y dirigió la obra Babalu: A Celebration of the Music of Desi Arnaz and his Orchestra.
En 2014 participó en la gira de Pippin, donde interpretó a Berthe, la abuela del personaje principal. Se presentó en Broadway junto a la obra desde el 9 de octubre al 9 de noviembre de 2014.

### Cine
Arnaz apareció en algunos largometrajes, incluido The Jazz Singer (1980), donde actuó junto a Neil Diamond y Laurence Olivier, interpretando el rol de Molly Bell. Debido a su trabajo en aquella película, recibió una nominación a los premios Globo de Oro en la categoría de mejor actriz de reparto.

## Otros trabajos
Arnaz fue miembro del consejo de The American Theatre Wing por quince años (1999-2014). Entre 2002 y 2007, fue presidente de la junta directiva del Lucille Ball-Desi Arnaz Center en Jamestown (Nueva York). Renunció a su puesto por una disputa con el director ejecutivo acerca de la futura dirección del Centro.
En octubre de 2008, Arnaz y Robert Osborne, un viejo amigo de su familia, columnista de Hollywood y presentador de televisión de Turner Classic Movies, participaron en un homenaje a la madre de la actriz, Lucille Ball, que se realizó en el Paley Center for Media en Nueva York. El programa, "Lucie and Lucy: Lucie Arnaz Shares Treasures From The Family Video Collection", incluía un panel entre Osborne y Arnaz sobre Ball, y también se centró en su última serie Here's Lucy (que celebraba su cuadragésimo aniversario), así como varios de los especiales de televisión de Ball y apariciones especiales durante la década de 1970, que Arnaz había donado recientemente al Paley Center. 
Arnaz se presentó en el Reg Lenna Palace Civic Center de Jamestown el 3 de agosto de 2012 para promover el Lucille Ball Festival of New Comedy, en el que se invitaba a participar a nuevos comediantes. En aquella ocasión rindió homenaje a sus padres y expresó su deseo de expandir aún más el festival. Entre los comediantes que participaron del festival en 2012 se encontraban Billy Gardell, Paula Poundstone y Tammy Pescatelli.

## Vida personal
Arnaz se ha casado dos veces, primero con el actor Phil Vandervort (1971-1976) y luego con el actor-escritor Laurence Luckinbill (22 de junio de 1980 – presente).
Tiene tres hijos junto con Luckinbill: Simon, Joseph y Katharine. Luckinbill tiene dos hijos de un matrimonio anterior: Nicholas y Benjamin.
Ella comparte su cumpleaños, el 17 de julio, con el hermano de su madre, Fred Ball, así como con la esposa de este, su tía Zo Ball.
Arnaz es miembro del movimiento cristiano Unity.

## Teatro
- Seesaw (gira, 1974)
- Vanities (Los Ángeles, 1976)
- Annie Get Your Gun (Jones Beach Theater, NY, 1979)
- They're Playing Our Song (Broadway, 1979)
- My One and Only (gira, 1986)
- Perdidos en Yonkers (Broadway, ca 1992)
- Master Class (New Hampshire, 1999)
- The Witches of Eastwick (Londres, 2000)
- Dirty Rotten Scoundrels (Broadway, 2006)
- Pippin (gira, 2014)

## Filmografía
- Billy Jack Goes to Washington (1976)[59]
- The Jazz Singer (1980)
- Second Thoughts (1983)[60]
- Down to You (2000)[61]
- Wild Seven (2006)[62]
- Smoking/Non-Smoking (2011)[63]
- The Thought Exchange (2012)[64]

## Televisión
Fuentes:  Archive of American Television; Internet Movie Database.
- The Lucy Show (1962-1963) – Cynthia
- Here's Lucy (1968–1974) – Kim Carter
- Rowan & Martin's Laugh-In (1972) - Episodio 604, Ella misma
- The Wonderful World of Disney: Welcome to the "World" (1975)
- Who Is the Black Dahlia? (1975) – Elizabeth Short
- Marcus Welby, M.D. (1975)
- Death Scream (1975)[67][68]
- La isla de la fantasía (1978)
- The Mating Season (1980, CBS)[69][70]
- Washington Mistress (1982)[71]
- The Lucie Arnaz Show (1985)
- Murder, She Wrote (1988)[72]
- Who Gets the Friends? (1988, CBS)[73]
- Sons and Daughters (1991, CBS)
- Abduction Of Innocence: A Moment of Truth Movie (1996)[74]
- Law & Order - episodio "Bitch", Jackie Scott (2003)
- Will & Grace - episode "We Love Lucy", Jefe de la fábrica (2020)